# Claude Nougaro
Pour les articles homonymes, voir Nougaro.
Claude Nougaro, né le 9 septembre 1929 à Toulouse (France) et mort le 4 mars 2004 à Paris 5e, est un auteur-compositeur-interprète et poète français.
Grand amateur de jazz, de musique latine et africaine, jouant sur la musicalité des mots, il s'applique tout au long de sa carrière à unir chanson française, poésie et rythme.

## Biographie

### Jeunesse et formation
Claude Nougaro est le fils de Pierre Nougaro (1904-1988), chanteur d'opéra — premier baryton à l'Opéra de Paris —, et de Liette Tellini (1906-2001), italienne et professeure de piano (premier prix de piano au conservatoire). Son grand-père, Alexandre, qui était planton au Capitole, et sa grand-mère, Cécile, qui était sage-femme, chantaient dans une chorale. C'est Cécile qui extirpe Claude au forceps à sa naissance, le 9 septembre 1929, au 56, boulevard d’Arcole, à Toulouse. Ses parents étant souvent en tournée, il est élevé par ses grands-parents paternels dans le quartier des Minimes. À l'âge de 12 ans, il écoute sur la TSF Glenn Miller, Édith Piaf, Bessie Smith et Louis Armstrong, qui, entre autres, l'inspirent à suivre cette voie. On retrouve la trace de son inscription le 6 mai 1943 en 6e A2 au lycée Rollin à Paris. Entre 1944 et 1947, il fréquente successivement, en pensionnaire, l'abbaye-école de Sorèze, le collège privé Montaigne à Vence, puis le collège de Cusset, près de Vichy, où il échoue au baccalauréat en 1947. Il se lance alors dans le journalisme et travaille pour un journal à Vichy. En 1949, Claude Nougaro effectue son service militaire à Rabat au Maroc, une période de dix-huit mois dont dix passés au cachot. Il travaille ensuite un temps en Algérie, pour La Dépêche de Constantine, puis revient à Paris, avenue des Ternes, chez ses parents. En parallèle, il écrit des chansons pour Marcel Amont (Le Barbier de Séville, Le Balayeur du roi), Philippe Clay (Joseph, la Sentinelle), et rencontre sur place Georges Brassens, qui devient son ami et mentor. Il écrit de la poésie romantique, également humoristique.

### Carrière

#### Début

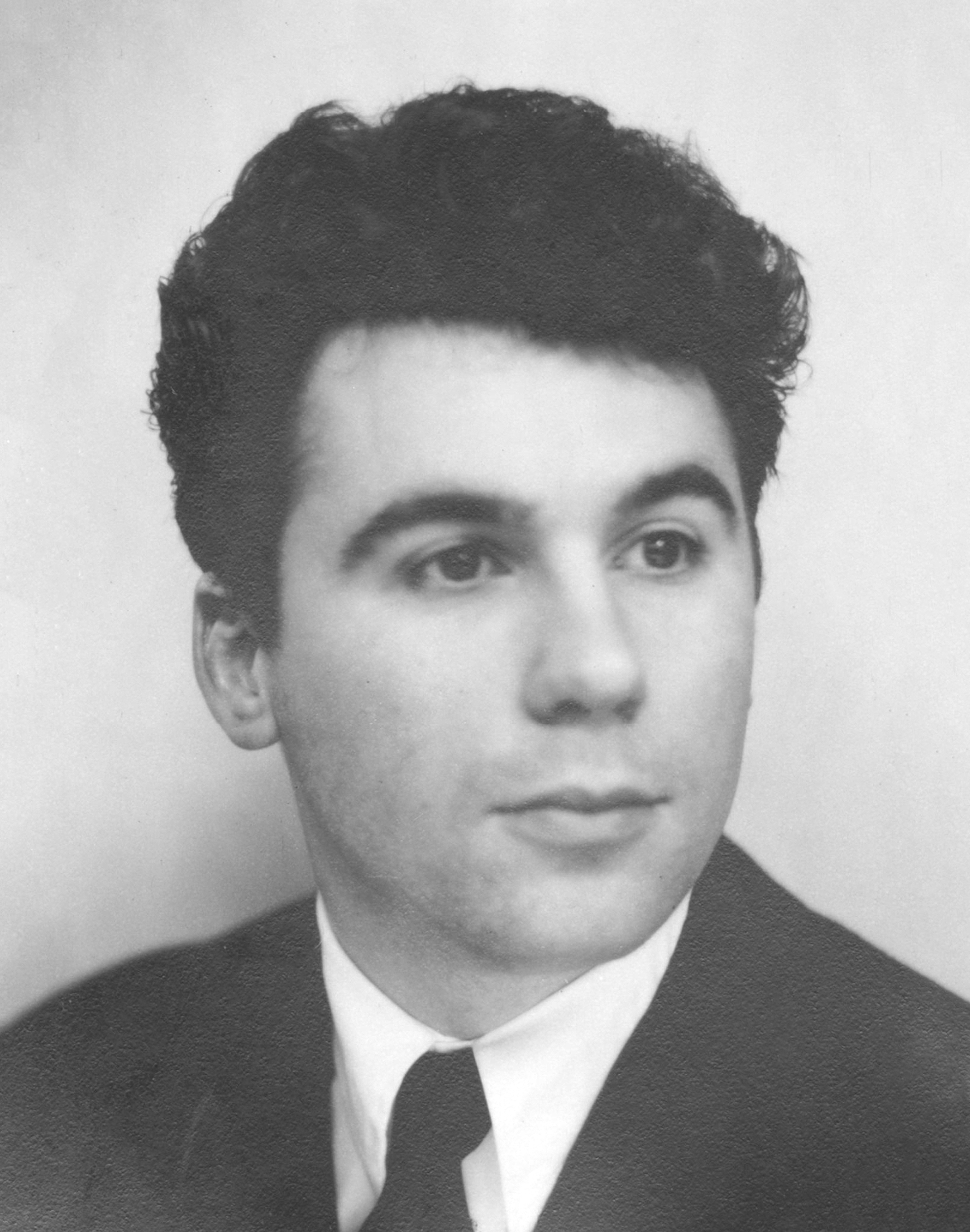
Nougaro en 1955. Photo d'identité (Sacem).

Claude Nougaro commence sa carrière sur scène en 1954 en récitant ses poèmes au Lapin Agile, cabaret parisien de Montmartre, dont Jean-Roger Caussimon est un familier. Claude Nougaro envoie des textes à Marguerite Monnot, compositrice d'Édith Piaf, qui les met en musique (Méphisto, Le Sentier de la guerre). C'est au Lapin Agile qu'il décide de chanter ses propres textes pour gagner sa vie, en 1957 (premier titre « connu » : Direction Vénus), tout en se produisant, pendant une dizaine d'années, dans d'autres cabarets, La Maison Rose de Germaine Pichot, amie de Picasso, à Montmartre, le Liberty's, La Tête de l'art, Zèbre. Durant ces années, Nougaro est également parolier pour d'autres interprètes, parmi lesquels Jacqueline François, Philippe Clay, Marcel Amont… (voir À la recherche du son qui fait sens).
En octobre 1958, le label Président édite ses premiers enregistrements et un super 45 tours sort, précédant le 33 tours 25 cm Il y avait une ville qui parait l'année suivante. Les chansons sont écrites notamment avec son partenaire Michel Legrand.

#### Consécration

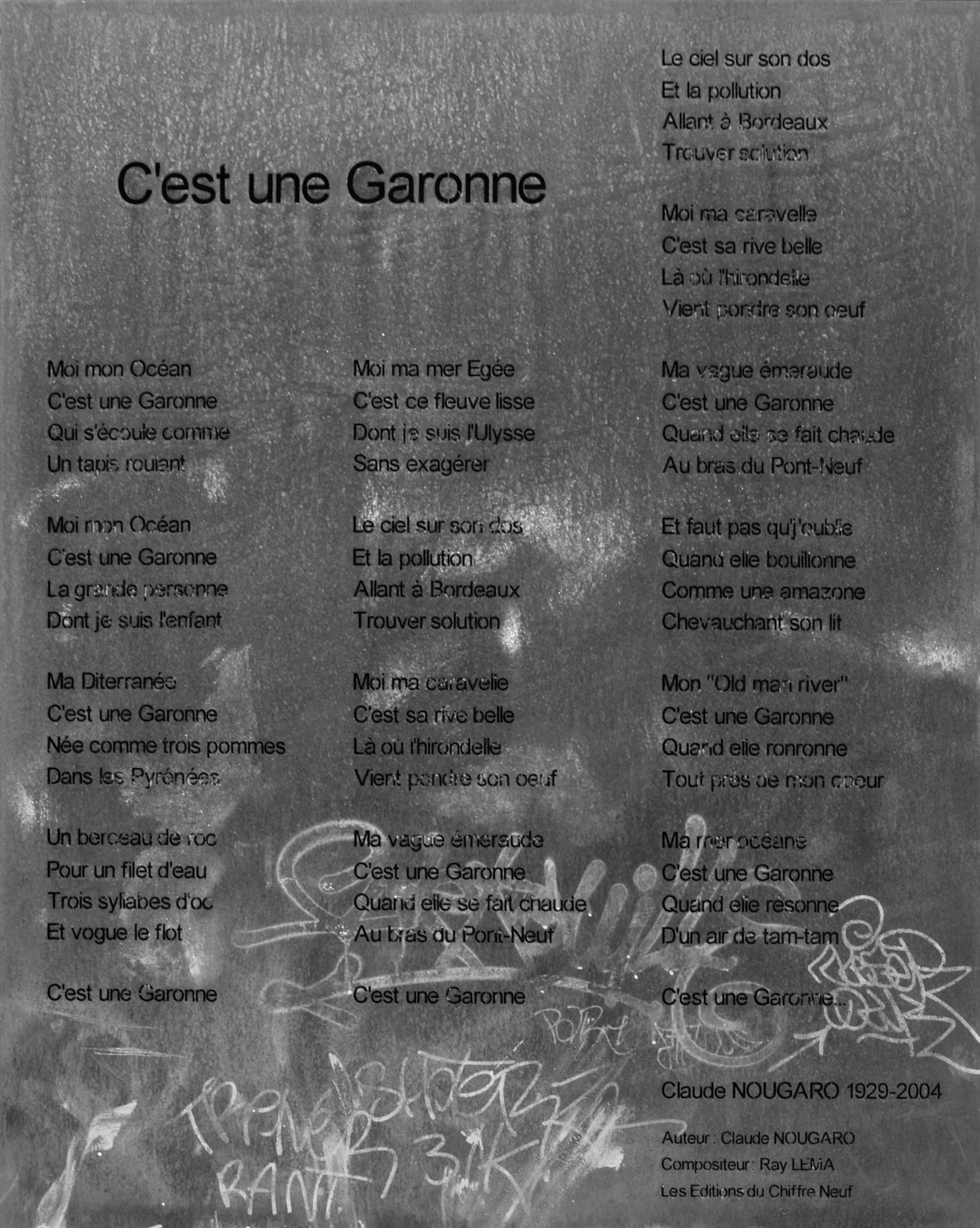
Le poème C'est une Garonne retranscrit sur une plaque apposée sous le Pont-Neuf, à Toulouse.

Le succès ne se manifeste néanmoins qu'en 1962, au début des années Philips et de son directeur artistique Jacques Canetti, avec Une petite fille et Cécile ma fille (dédiée à sa fille). Ces chansons le font immédiatement connaître du grand public, bien qu'il ait déjà commencé à percer en faisant les premières parties des concerts de Dalida. En ce début d'années 1960, il introduit de nouveaux rythmes dans la chanson française et compose de nombreuses chansons, inspirées de thèmes et rythmes de jazz qui séduisent le public : Les Mains d'une femme dans la farine, Les Petits Bruns et les Grands Blonds, Le Cinéma, Chanson pour Marilyn, le Jazz et la Java (s'inspirant du thème de Three to Get Ready, une composition de Dave Brubeck en 1959).
Il poursuit sa collaboration avec Michel Legrand (Le Cinéma et Les Don Juan) et écrit également avec le compositeur Jacques Datin (Cécile, ma fille et Une petite fille).
Un accident de voiture l'immobilise plusieurs mois en 1963. L'année suivante, il part en voyage au Brésil. Au retour, il se produit dans des salles prestigieuses : l'Olympia, le Palais d'Hiver de Lyon, le Théâtre de la Ville à Paris.
À la mort de son ami Jacques Audiberti (rencontré en 1952 aux Deux Magots), en 1965, il lui écrit un hommage en chanson, Chanson pour le maçon. C'est à cette époque qu'il entame une collaboration avec le pianiste de jazz Maurice Vander, qui deviendra son principal partenaire musical (arrangeur, pianiste et co-compositeur). Il surnomme Maurice Vander « Le Coq », et c'est en référence à ce pianiste qu'il écrit et chante, plus tard, Le Coq et la Pendule.
Outre Vander et Legrand, Nougaro saura s'entourer de la fine fleur du jazz français, (Eddy Louiss, René Nan, Pierre Michelot, Elek Bacsik, Michel Gaudry, Michel Colombier, Michel Portal, Aldo Romano, Didier Lockwood, Bernard Lubat, Richard Galliano, Jean-Claude Vannier, Roger Guérin…) et international (Ornette Coleman sur Gloria, Marcus Miller, Trilok Gurtu…)
Malgré son opposition farouche à la politique, les évènements de Mai 68 lui inspirent le torrentiel Paris Mai, « une chanson sur l'angoisse de l'homme de notre temps », qui, «jugée subversive », est interdite d'antenne. La même année, sort son premier album live enregistré à l'Olympia de Paris : Une soirée avec Claude Nougaro.
Sa chanson Toulouse est un vibrant hommage à sa ville natale. Dans le même temps, il chante deux titres, Armstrong et Petit Taureau, futurs classiques de son répertoire.

#### Années 1970–1985

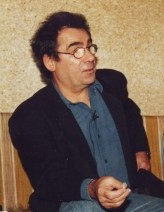
Claude Nougaro dans les années 1980.

Claude Nougaro, en 1971, retrouve Michel Legrand pour la bande originale du film La Ville bidon du réalisateur Jacques Baratier, ami d'Audiberti, (Nougaro chante La décharge et Sa maison).

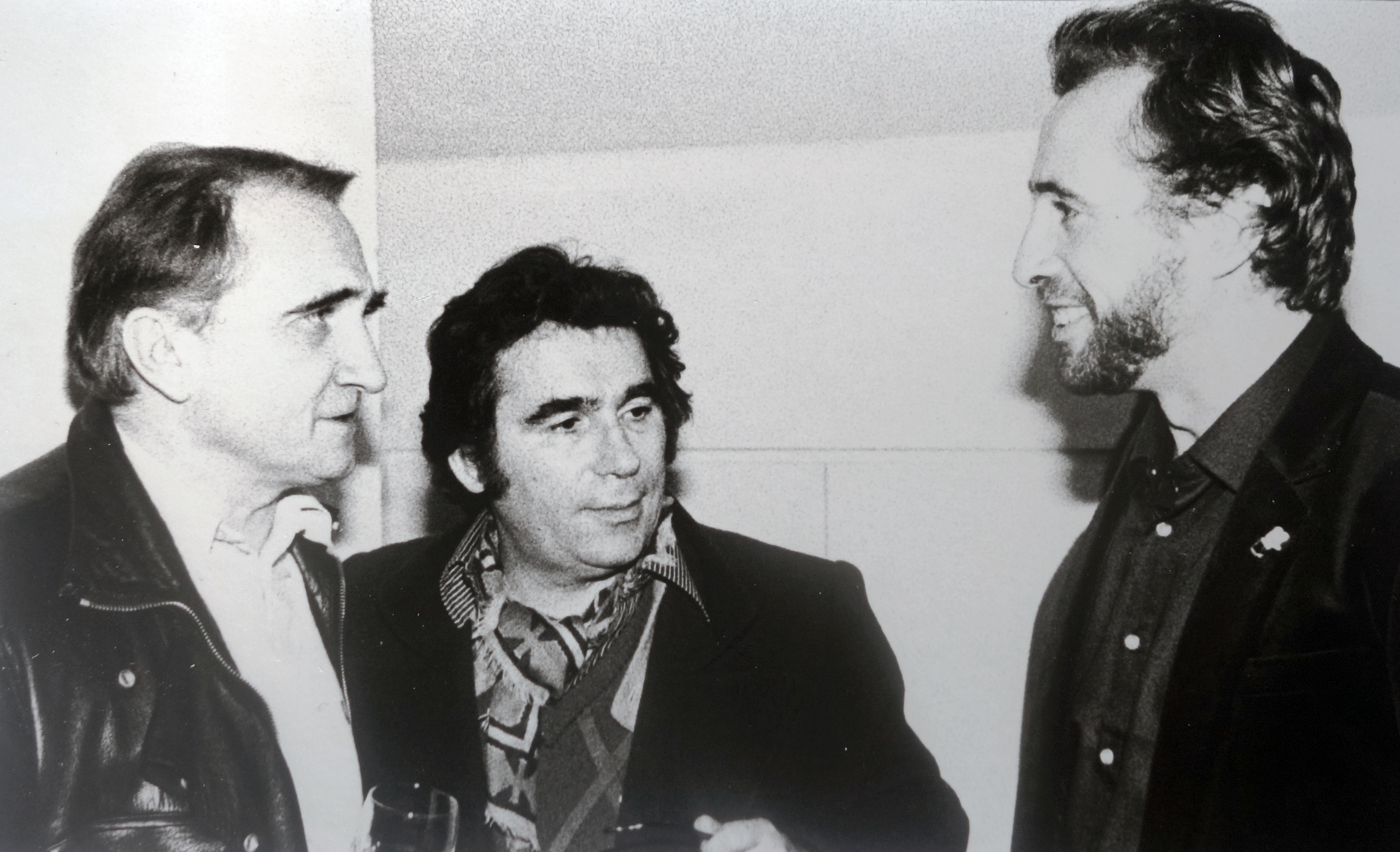
1980 - Claude Nougaro (centre) en compagnie de Michel Magne (gauche) et Bruno de Monès (droite).

En ces années 1970, l'artiste collabore également avec le compositeur-arrangeur Jean-Claude Vannier (Un grain de folie, Dansez sur moi, Plume d'ange, Insomnie, etc.)
Nougaro quitte Philips pour Barclay en 1975. l'Île de Ré, Brésilien, Assez, Le coq et la pendule et surtout Tu verras (adaptation française de O que será de Chico Buarque de Holanda), comptent parmi ses grands succès de l'époque.
En 1985, Après Bleu Blanc Blues, un album jugé décevant au niveau des résultats, Barclay ne renouvelle pas son contrat. Nougaro y fait une allusion dans sa chanson Mon disque d'été.

#### 1986/1987: voyage à New York et reconquête du succès
Claude Nougaro vend sa maison de l'avenue Junot à Montmartre et part pour New York, en quête d'inspiration. Produit par WEA, il écrit et enregistre sur place, l'album Nougayork, sous la direction de Philippe Saisse, musicien réputé là-bas, et son vieux complice Mick Lanaro comme producteur exécutif. En 1987, Claude Nougaro avec la chanson titre Nougayork obtient l'un de ses plus grands hits. Ce succès retentissant relance durablement sa carrière et l'opus, aux sonorités rock, est un succès public et critique, récompensé en 1988 par les Victoires de la musique du meilleur album et du meilleur artiste interprète masculin.
En 1989, suivant le même filon, Nougaro récidive avec l'album Pacifique. Les titres Énergie et Vive l'alexandrin sont des succès ; Toi là haut est dédié à son père décédé en 1988, tandis que Toulouse to win est la seconde chanson que Nougaro consacre à sa ville natale. Parue sur l'album Pacifique (1989), il consacre la chanson Kiné à sa quatrième épouse, Hélène, rencontrée en mars 1984 sur l'île de la Réunion : Claude était en concert, Hélène venait de s'installer comme kiné à Saint-Denis. Cette même année 1989, accompagné par des musiciens américains, Nougaro se produit au Zénith de Paris, son tour de chant largement consacré aux deux derniers opus.
Avec les albums Chansongs (1993) et surtout L'Enfant phare (1997), le chanteur revient à des sonorités qui lui sont plus familières, jazz et rythmes latinos.
Sa santé se dégrade à partir de 1995, année où, en avril, il subit une opération du cœur. À cette époque, Claude Nougaro fait part de son intention d'écrire un opéra, projet qui n'aboutira pas[réf. nécessaire].
En 2000, il sort encore l'album Embarquement immédiat qui sera son dernier album studio abouti.
De 1998 à 2004 (bien qu'il n'ait pu en 2003 se produire au Festival du verbe à Toulouse en raison de son état de santé), il se consacre davantage à des concerts et des festivals. Il participe également à l'album Sol en cirque du collectif Sol En Si.
En 2002, il tourne dans toute la France avec les Fables de ma fontaine, un spectacle où, tel un comédien il déclame plusieurs de ses textes dépouillés de leurs habillages musicaux (parmi eux Victor, Le K du Q et Plume d'ange), Chanson pour Marilyn étant le seul titre chanté (a cappella) du programme,. Ce sera son dernier spectacle.
En 2003 et 2004, alors qu'il est déjà gravement touché par la maladie, Claude Nougaro prépare un nouvel album pour le label jazz Blue Note Records, réalisé comme le précédent par Yvan Cassar. Emporté par le cancer, en mars, l'artiste ne termine pas son enregistrement et l'album La Note bleue sort à titre posthume le 30 novembre 2004.

### Vie familiale
En 1955, Claude Nougaro fait la connaissance de Sylvie, hôtesse au cabaret Le Lapin Agile à Montmartre, où il est engagé comme chanteur. Leur fille, prénommée Cécile, naît en 1962. Il lui dédie la chanson Cécile, ma fille, écrite à sa naissance et parue en 1963. Le couple divorce en 1965.
En 1967, il entame une relation avec Odette, d’origine arménienne. Ils ont deux filles : Fanny, née en 1969, et Théa, née en 1973.
En 1975, il rencontre Marcia, divorcée du guitariste brésilien Baden Powell. Il lui dédie la chanson Marcia Martienne. Leur fils, Pablo, naît en 1977. Ils se séparent en 1984.
La même année, il fait la connaissance d’Hélène sur l’île de La Réunion. Kinésithérapeute originaire de Toulouse, elle devient sa quatrième épouse. Ils se marient en 1994. Il la surnomme « la femme de ma mort ». Elle l’accompagne jusqu’à son décès en 2004.

### Mort
Après avoir subi de nouvelles interventions chirurgicales en début d'année, Claude Nougaro meurt à Paris 5e le 4 mars 2004, à 74 ans, des suites d'un cancer du pancréas,.
Ses obsèques sont célébrées à Toulouse en la basilique Saint-Sernin, dont le carillon joue pour l'occasion les notes de sa chanson Toulouse, et ses cendres sont dispersées dans la Garonne.

## Inspirations
Amateur de jazz, Claude Nougaro mit des paroles sur des musiques de Charles Mingus, Thelonious Monk, Wayne Shorter, Louis Armstrong, Dave Brubeck, Sonny Rollins, Neal Hefti, Nat Adderley (Sing Sing Song). Également, mais plus ponctuellement, il s'est inspiré des rythmes, mélodies et harmonies brésiliennes et a adapté quelques chansons de Baden Powell, Gilberto Gil, Chico Buarque ; il s'est également inspiré du jazzman Dizzy Gillepsie (Tin tin deo ou Con Alma) pour certains de ses titres (resp. Chiffre deux, nombre d'or ou Hymne). Plusieurs de ces adaptations ont eu un succès populaire et durable : Tu verras, Bidonville, Brésilien. C'était également un amoureux de la chanson française, à laquelle il a rendu hommage dans son album Récréation.

## Hommages
Les Chevaliers du fiel, également originaires de Toulouse, lui consacrent en 2004 un sketch en hommage.
L'ex-région Midi-Pyrénées crée en 2007 un prix Claude-Nougaro visant à encourager les jeunes talents.
À la demande d'Hélène Nougaro, sa dernière épouse, et pour célébrer les 80 ans de Claude, Maurane enregistre, en 2009, un album de seize reprises, Nougaro ou l'Espérance en l'Homme. Plusieurs autres artistes choisissent de consacrer un album entier au répertoire de Claude Nougaro : Nicole Croisille (Nougaro, le jazz et moi, 2006), Hervé Suhubiette et le quartet de jazz Pulcinella (Récréations Nougaro, 2012),, Francis Lassus (Voilà la vie - In&Dit Nougaro, 2018), Natalie Dessay (Sur l'écran noir de mes nuits blanches, 2019), Gad Elmaleh (Dansez sur moi Nougaro, 2021), Mouss et Hakim (Darons de la Garonne, 2022)...
Deux adaptations de la chanson Toulouse sont enregistrées en langue occitane : par Claude Marti en 2008 (album Tolosa),, puis en 2018 par Guillaume Lopez sur une traduction d'Eric Fraj (album Ibérico - Tres vidas),.
Le 25 janvier 2011, l'esplanade Claude-Nougaro est inaugurée dans le quartier de Jolimont.
Au printemps 2014, pour marquer le dixième anniversaire de sa mort, sort un coffret réunissant, en 29 CD, l'ensemble de sa carrière et un livre écrit par sa dernière épouse.
Les festivités du 14 juillet 2014 à Toulouse sont l'occasion d'un hommage au chanteur.
Sa statue réalisée par Sébastien Langloÿs, est inaugurée au square Charles-de-Gaulle, le 9 septembre 2014, jour anniversaire de sa naissance.

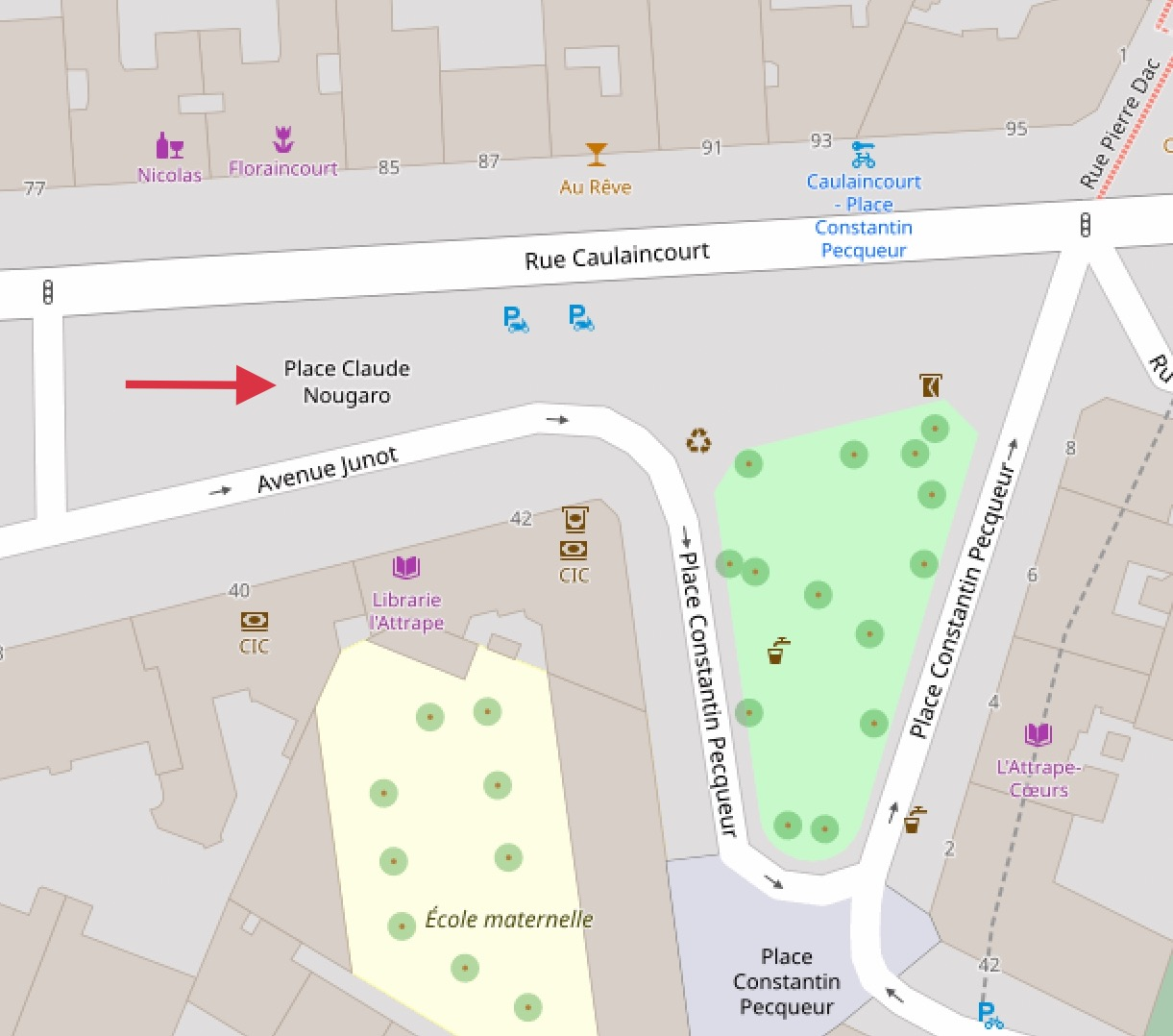
Plan de la place Claude-Nougaro située à Montmartre.

En 2014, Bidonville est interprétée par Tryo sur leur album de reprises Né quelque part. Le groupe a, depuis plusieurs années, l'habitude de jouer ce morceau, notamment avec Bernard Lavilliers dans l'émission Taratata, ou encore avec Mustapha et Hakim (de Zebda) durant le concert à Bercy en 2008.
Un jardin municipal et un collège portent aujourd'hui son nom et la station de métro Minimes a été rebaptisée Minimes - Claude-Nougaro, tandis qu'une salle de concert du quartier des Sept Deniers s'appelle également « Salle Nougaro ».
Quinze ans après sa mort, en novembre 2019, une place portant son nom, la place Claude-Nougaro, a été inaugurée à Paris dans le quartier de Montmartre, au bout de l'avenue Junot où il a habité dans les années 1980 et à deux pas du Cabaret du Lapin Agile où il a commencé sa carrière.
En 2021, à Béziers, l'EPIC Hérault Culture décide de baptiser son amphithéâtre, qui côtoie désormais le théâtre Michel-Galabru dans le parc du domaine départemental de Bayssan, du nom de Claude Nougaro.
L'astéroïde (37785) Nougaro est nommé en son honneur.

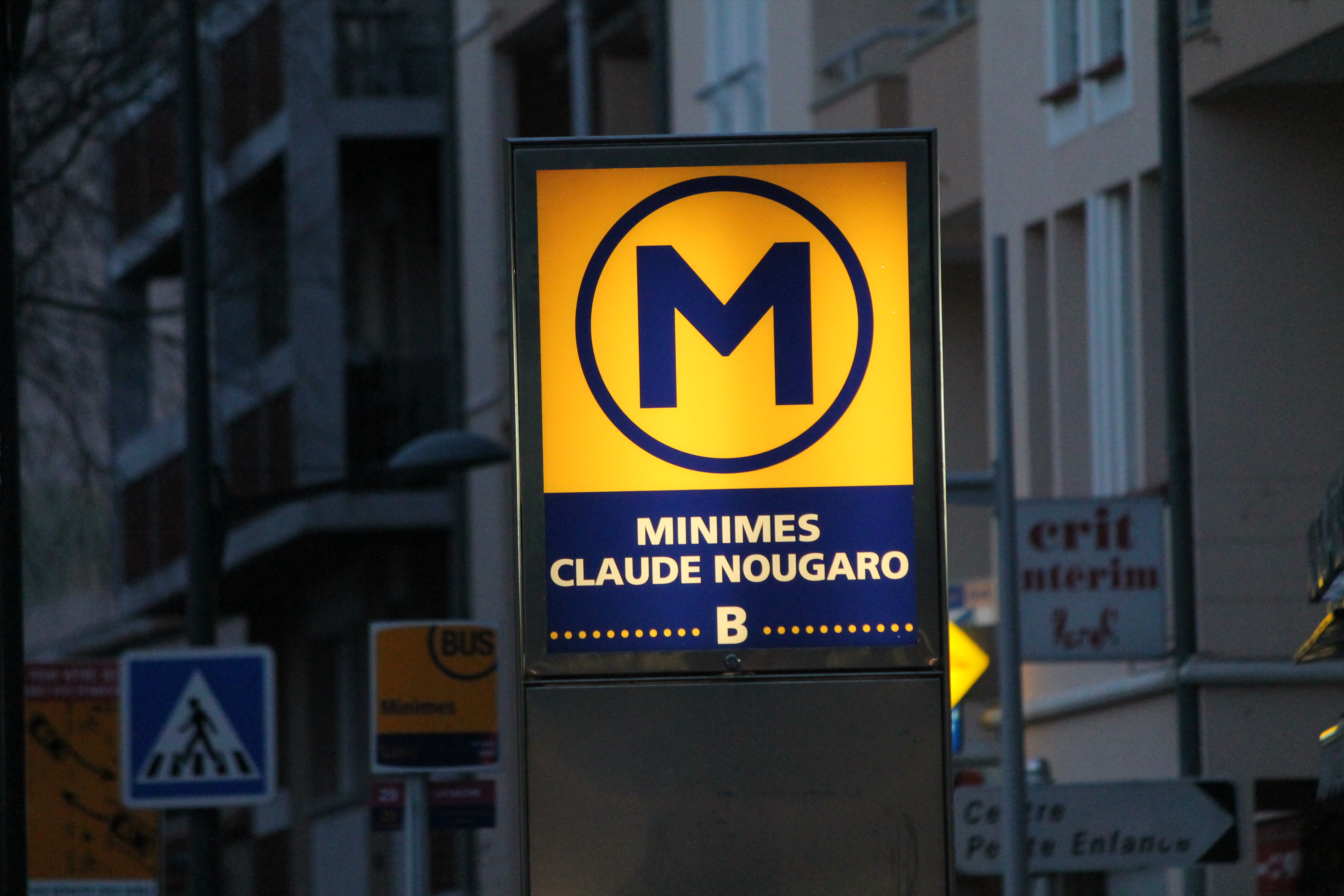
Panonceau indiquant la station Minimes – Claude Nougaro du métro de Toulouse.
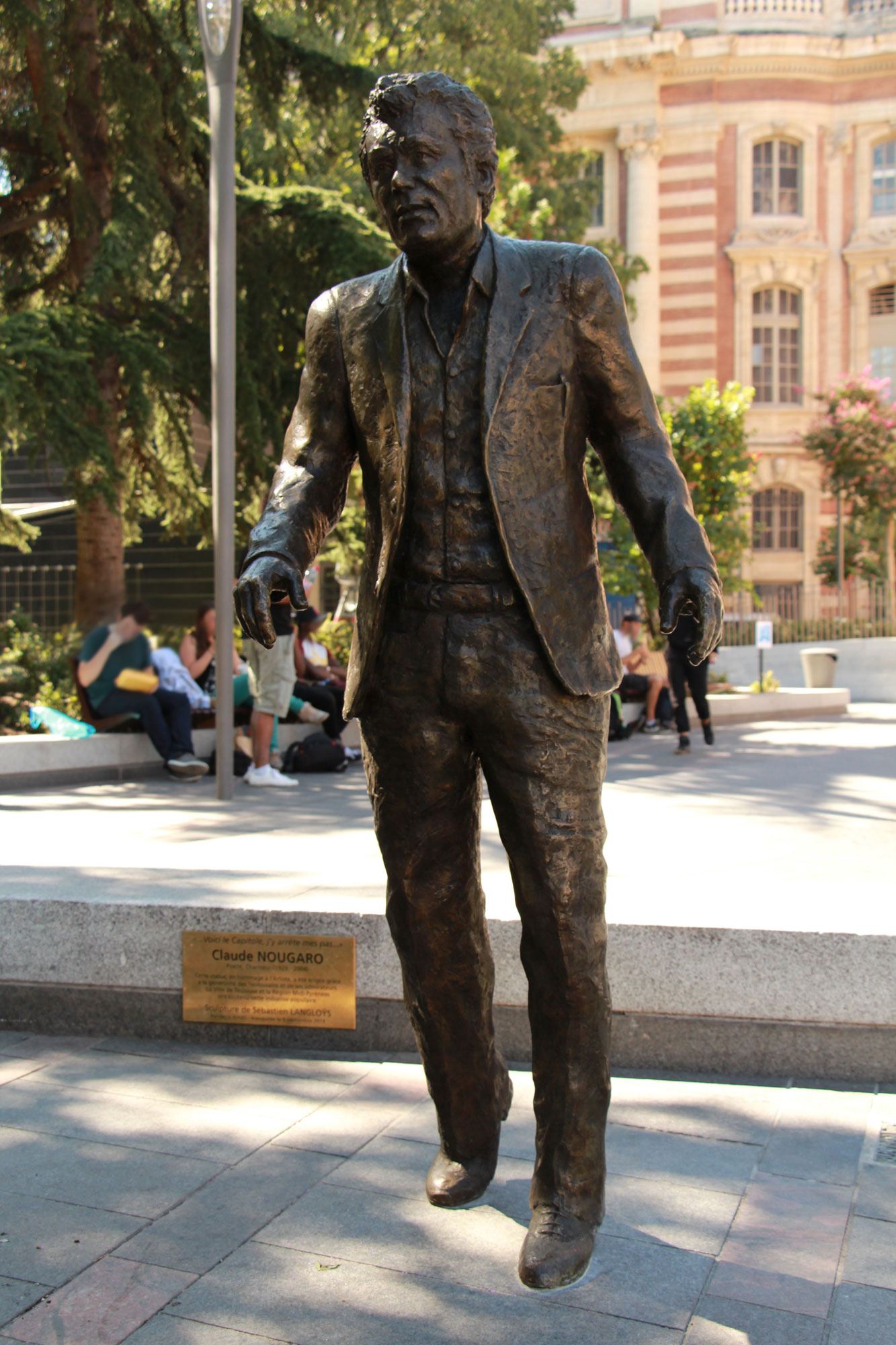
Statue de Claude Nougaro dans le square Charles-de-Gaulle à Toulouse (sculpture de Sébastien Langloÿs).
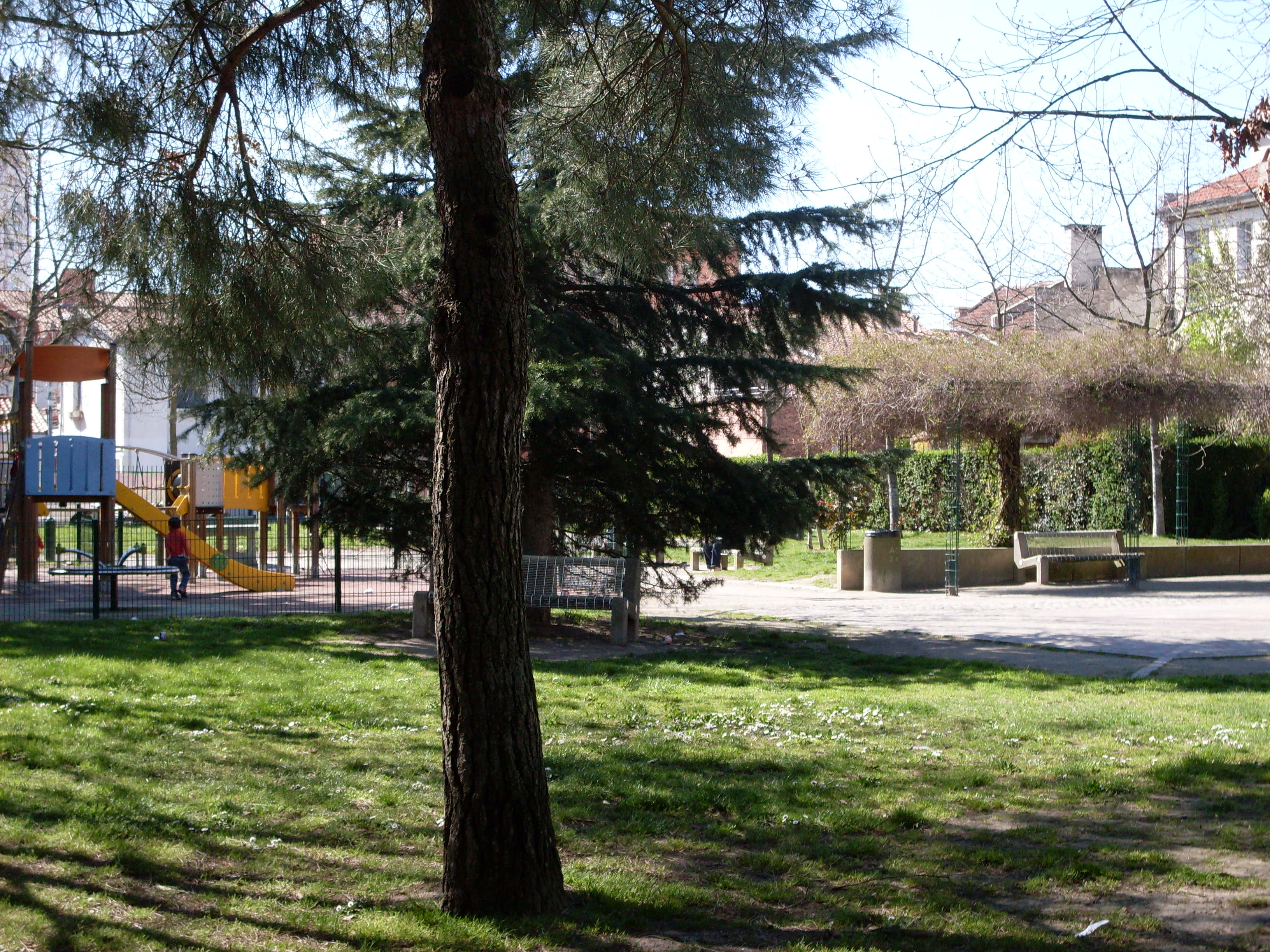
Le jardin Claude-Nougaro à Toulouse, dans le quartier des Minimes.

## Récompenses
- En 1988, il reçoit aux Victoires de la musique, le prix de l'artiste interprète masculin de l'année et celui du meilleur album pour Nougayork.
- En 1999, il reçoit le Grand Prix du Disque de l’Académie Charles-Cros pour l'album L'Enfant phare.

#### Œuvre personnelle
- Claude Nougaro et Maurice Vander (ill. Chris Raschka), Armstrong, Paris, Didier Jeunesse, coll. « Guinguette », 23 avril 2003, 18 p., relié (ISBN 978-2-278-05087-1).
- Claude Nougaro, C'est dit, Paris, Éditions Gallimard, coll. « Blanche », 25 mai 2006, 120 p. (ISBN 978-2-07-078096-9).
- Claude Nougaro (préf. Christian Laborde), Carnet d'un motsicien, Paris, Le Cherche midi, coll. « Amor Fati », 21 avril 2011, 184 p. (ISBN 978-2-7491-1675-4).
- Claude Nougaro (préf. Chantal Armagnac et Hélène Nougaro), Claude Nougaro : Dessins & chansons, Liège, Éditions Luc Pire, coll. « Littérature illustrée », 22 septembre 2009, 143 p., relié (ISBN 978-2-507-00447-7).
- Claude Nougaro, L'Ivre d'images, Paris, Le Cherche midi, coll. « Amor Fati », 25 octobre 2002, 150 p. (ISBN 978-2-7491-0010-4).
- Claude Nougaro, Le Jazz et la java, Paris, J'ai lu, coll. « Librio », 1er novembre 1998, 153 p. (ISBN 978-2-277-30199-8).
- Claude Nougaro (ill. Ricardo Mosner), Nougaro illustré, Paris, Albin Michel, coll. « Albin Michel », 1er septembre 2000, 127 p. (ISBN 978-2-226-11305-4, présentation en ligne).
- Claude Nougaro, Nougaro sur paroles : Textes et dessins, Paris, Flammarion, coll. « Théâtre Poésie », 1er novembre 1998, 413 p. (ISBN 978-2-08-067437-1).

#### Monographies
- Laurent Balandras, Les manuscrits de Claude Nougaro : Chansons, poèmes, dessins, vol. 1 : 1929/1987, Du son qui fait sens, Paris, Textuel, coll. « Musik », 28 octobre 2005, relié (ISBN 978-2-84597-164-6).
- Laurent Balandras, Les manuscrits de Claude Nougaro : Chansons, poèmes, dessins, vol. 2 : 1987/2004, Il faut tourner la page, Paris, Textuel, coll. « Musik », 1er novembre 2005, relié (ISBN 978-2-84597-164-6).
- Laurent Balandras, L'Intégrale Nougaro : L'Histoire de toutes ses chansons, Paris, Éditions La Martinière, 2014.
- Jacques Barbot, Nougaro : Une biographie, Paris, Éditions Anne Carrière, 7 mars 2007, 317 p. (ISBN 978-2-84337-424-1).
- Stéphane Deschamps, Claude Nougaro : À fleur de mots…, Paris, Hors Collection, 30 avril 2001, 144 p. (ISBN 978-2-258-05624-4).
- Laurent Fourcaut, Claude Nougaro : La bête est l'ange – Imaginaire et poétique, Paris, L'Harmattan, coll. « Espaces littéraires », 20 juin 2007, 126 p. (ISBN 978-2-296-03673-4).
- Dany Gignoux et Hélène Nougaro, Nougaro : Comme s'il y était…, Toulouse, Privat, coll. « Musique », 30 août 2007, 131 p. (ISBN 978-2-7089-1738-5).
- Michel Giroud, Claude Nougaro, Paris, Seghers, 1er septembre 1974, 190 p. (ISBN 978-2-232-11020-7).
- Christian Laborde, Claude Nougaro : L'Homme aux semelles de Swing, Toulouse, Privat, 27 juillet 1988, 134 p. (ISBN 978-2-7089-9105-7).
- Christian Laborde, Nougaro : La voix royale, Paris, Hidalgo, coll. « Fred Hidalgo », 13 février 1989, 181 p. (ISBN 978-2-86928-054-0).
- Christian Laborde, Mon seul chanteur de blues : récit, accompagné de manuscrits, photographies, lettres, cartes postales et autres dessins, Paris, La Martinière, 11 mars 2005, 188 p. (ISBN 978-2-84675-168-1).
- Christian Laborde, Claude Nougaro : Le parcours du cœur battant, Paris, Hors collection, coll. « Stars Et Musique », 27 février 2014, 188 p. (ISBN 978-2-258-10472-3).
- Marc Lemonier, Claude Nougaro : Les mots de la vie, Paris, City, 2014.
- Hélène Nougaro, Claude Nougaro, Paris, Flammarion, 26 février 2014, 192 p. (ISBN 978-2-08-130803-9).
- Jacques Perciot, Claude Nougaro : Percussionniste du verbe, Paris, Éditions Didier Carpentier, coll. « Sur parole », 14 octobre 2004, 85 p. (ISBN 978-2-84167-291-2).
- Annie Reval et Bernard Reval (préf. Eddie Barclay), Claude Nougaro : États d'âmes, Paris, France-Empire, novembre 2002, 367 p. (ISBN 978-2-7048-0952-3).
- Alain Wodrascka, Claude Nougaro : L'alchimiste des mythes, Saint-Genouph, Nizet, 3 mai 2000 (1re éd. 1997), 190 p. (ISBN 978-2-7078-1232-2).
- Alain Wodrascka, Claude Nougaro : Souffleur de vers…, Paris, Éditions Didier Carpentier, coll. « Géants de la chanson française », 17 octobre 2002, 235 p. (ISBN 978-2-84167-207-3).
- Alain Wodrascka (préf. Maurane), Nougaro : Une vie qui rime à quelque chose, Paris, L'Archipel, 2 septembre 2009, 610 p. (ISBN 978-2-8098-0199-6).
- Alain Wodrascka, Claude !, Mustang Éditions, 14 novembre 2013, 206 p. (ISBN 978-2-9535727-8-0).